# Rudolf Prietze
Rudolf Prietze est un linguiste et philologue allemand né le 2 septembre 1854 à Uchtenhagen, aujourd'hui dans l'Altmark, et mort le 6 mars 1933 à Wernigerode (Harz). Formé dans les universités de Halle, Leipzig et Erlangen, il est spécialiste des langues africaines, en particulier du haoussa et du kanouri. Très influencé par la théorie du phonéticien Eduard Sievers, il fonde sa méthode sur l’écoute directe de la langue parlée et la collecte de textes oraux comme les proverbes, chants ou récits. Il a collecté et publié de vastes corpus de textes en langues haoussa et kanouri en collaboration avec des lettrés du Sahel central comme al-Hajj Ahmadu et al-Hajj Musa ibn Hissein.

## Biographie

### Enfance et formation philologique
Issu d’une famille de notables protestants, Rudolf Prietze est le fils du pasteur Adolf Prietze et de Marie Luise Nachtigal, fille de pasteur et sœur du célèbre explorateur Gustav Nachtigal. Il grandit à Stendal, où il fréquente le Winckelmann-Gymnasium (de) avant d’entamer des études de théologie, de germanistique et de philologie classique dans les universités de Halle et Leipzig. À l'université de théologie d'Erlangen, il suit les cours du germaniste Rudolf von Raumer (de), qui s’intéresse aux parentés entre langues indo-européennes et sémitiques. En 1876, il intègre le Corps Franconia d'Erlangen, une fraternité étudiante.
En 1877, Prietze souhaite commencer un doctorat à Berlin, mais son oncle lui demande de l'aider à organiser les données linguistiques qu'il a collectées lors de son exploration des régions du Sahel, du Bornou à Khartoum, entre 1869 à 1874. Prietze abandonne alors son cursus et travaille pendant plusieurs années sur les collections linguistiques rapportées par son oncle, auxquelles s'ajoutent les données de l'explorateur Gerhard Rohlfs, ainsi que celles d'Heinrich Barth, dont il a obtenu l'accès auprès du descendant de ce dernier, Gustav von Schubert (de). Celui-ci le sollicite pour traduire en allemand deux textes en haoussa recueillis par Barth auprès du voyageur Dorugu, qui étaient conservés dans les archives de ce dernier. Il publie en 1897 une édition et traduction en allemand de ces deux textes.
La collaboration scientifique entre 1855 et 1863 du voyageur Dorugu et du missionnaire et linguiste James Frederick Schön a pour résultat la publication en 1885 du premier ouvrage de littérature haoussa, Magana Hausa,  qui constitue l'un des modèles de Prietze. Néanmoins, certains éléments du corpus de Magana Hausa sont aux yeux de Prietze insuffisants notamment sur la question des proverbes qui sont très peu documentés. Son orientation méthodologique accorde beaucoup d'importance aux proverbes et aux chansons parce qu'il est inspiré par les propositions de Johann Gottfried von Herder, qui voyait dans les formes poétiques et les arts oratoires les traces vivantes des origines langagières, capables d’exprimer l'esprit d’un peuple (Volkgeist).
Après une dizaine d'années d'études sur ces différents corpus, Prietze considère qu'il doit, pour pouvoir étudier ces langues correctement, les entendre telles qu'elles sont parlées par des locuteurs originaires de ces régions. Dans la lignée de celui qu’il nomme son « vénéré professeur », Eduard Sievers, Prietze défend une approche philologique fondée sur l’écoute. Au-delà d'une analyse purement textuelle, la méthode néogrammairienne qu’il adopte accorde une importance primordiale à la perception auditive des sons, des intonations et des accents, afin de restituer la mélodie et le rythme caractéristiques d’une langue.

### Enquêtes linguistiques dans le bassin méditerranéen
Pour mener à bien ce projet, Rudolf Prietze décide de se rendre dans le bassin méditerranéen afin d'y rencontrer des locuteurs de ces langues. De santé fragile, il lui est en effet impossible de voyager jusqu'au Sahel. Afin de se faire connaître et de rentrer dans les réseaux de financement liés à l'intérêt pour le continent africain, il publie un article posthume de son oncle Gustav Nachtigal consacré à la langue ewe, qui le fait accéder à une certaine notoriété,. Prietze obtient un financement de la Kolonialgesellschaft, Société coloniale allemande, ce qui lui permet de faire un premier voyage à Tunis en 1897 et 1898, mais son état de santé l'oblige à écourter son séjour.
À la faveur d'un nouveau financement de la Gesellschaft für Erdkunde et de la Kolonialgesellschaft, il s'installe à Tunis en janvier 1902. Il y rencontre plusieurs personnes originaires du Sahel, dont al-Hajj Ahmadu, un lettré musulman originaire de Kano, qui lui transmet une série de textes en haoussa, notamment le récit de voyage du commerçant Muhammad Agigi à travers le Sahel central. Les travaux de Prietze sont limités par son état de santé et il est contraint de se rendre à Naples, puis au Caire pour chercher un air sec qui, selon ce qu'il affirme dans les lettres qu'il envoie à ses parents, lui serait plus favorable. Ces lettres ont été conservées pour la période qui court de 1898 et 1906 et constituent une source importante pour comprendre les conditions de travail de Prietze,.

Fin 1903, Rudolf Prietze choisit Le Caire comme lieu privilégié de ses enquêtes, notamment parce qu'il pense pouvoir rencontrer des lettrés originaires du Sahel à l'université al-Azhar. C'est là qu'il se lie avec un savant originaire du Bornou, al-Hajj Musa ibn Hissein, avec lequel il travaille pendant une décennie.  

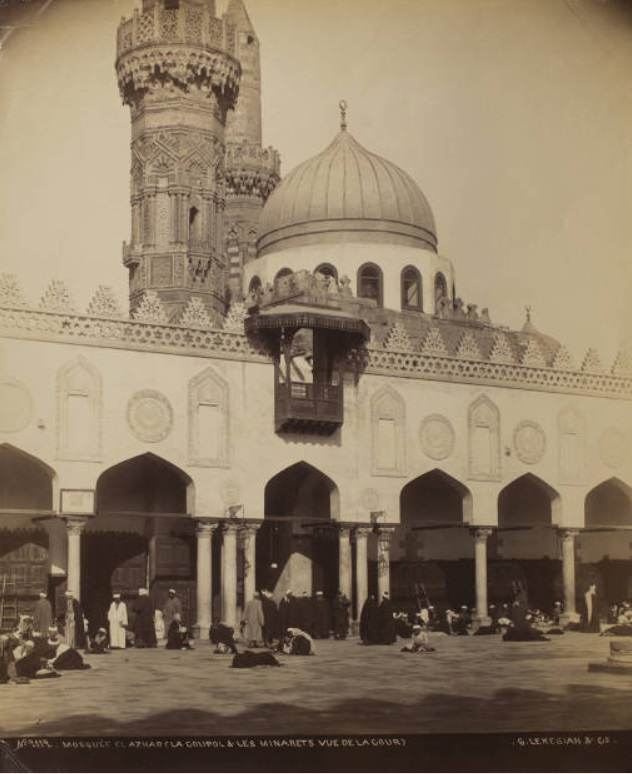
Vue de la cour de la mosquée Al-Azhar au Caire vers 1900

### Collaboration au Caire avec al-Hajj Musa
Al-Hajj Musa et Rudolf Prietze se rencontrent au début de l'année 1904 et commencent leur collaboration au mois de mai. Les deux hommes se retrouvent quotidiennement pour des sessions de travail, ponctuées d’instants de sociabilité : Prietze évoque notamment un repas partagé chez Musa en février 1905 ou encore une promenade commune au jardin botanique du Caire. Le linguiste prête un manuscrit en haoussa à al-Hajj Musa, pour qu'il le montre aux autres étudiants d'al-Azhar, et observe avec respect l'intérêt que celui-ci provoque : « Pendant plusieurs jours tous les étudiants ont passé des nuits blanches assis dans la cour à l’écouter le lire ; je soupçonne même qu’il a été recopié. Où un zèle semblable se trouverait-il chez nous ? »
Les deux savants échangent principalement en haoussa — même s'il est difficile d'évaluer le niveau de Prietze dans cette langue, puisqu'il n'a jamais vécu en pays haoussaphone — et parfois en arabe classique. La méthode de collecte de Prietze est la même que celle déjà mise en place auprès de ses premiers informateurs : il s'agit d'abord de retranscrire à l'oreille les énoncé oraux prononcés par le locuteur, puis de lui demander d'écrire, en ajami haoussa ou kanouri, les mêmes récits, afin d'affiner les premières transcriptions. Cette méthode n'est possible que si l'informateur est capable d'écrire en ajami. Or, al-Hajj Musa est un savant formé dans les universités les plus prestigieuses du monde islamique, qui maîtrise parfaitement la transcription du kanouri, sa langue maternelle, du haoussa, sa seconde langue, et d'une langue liturgique spécifique au monde bornouan, le vieux kanembou.

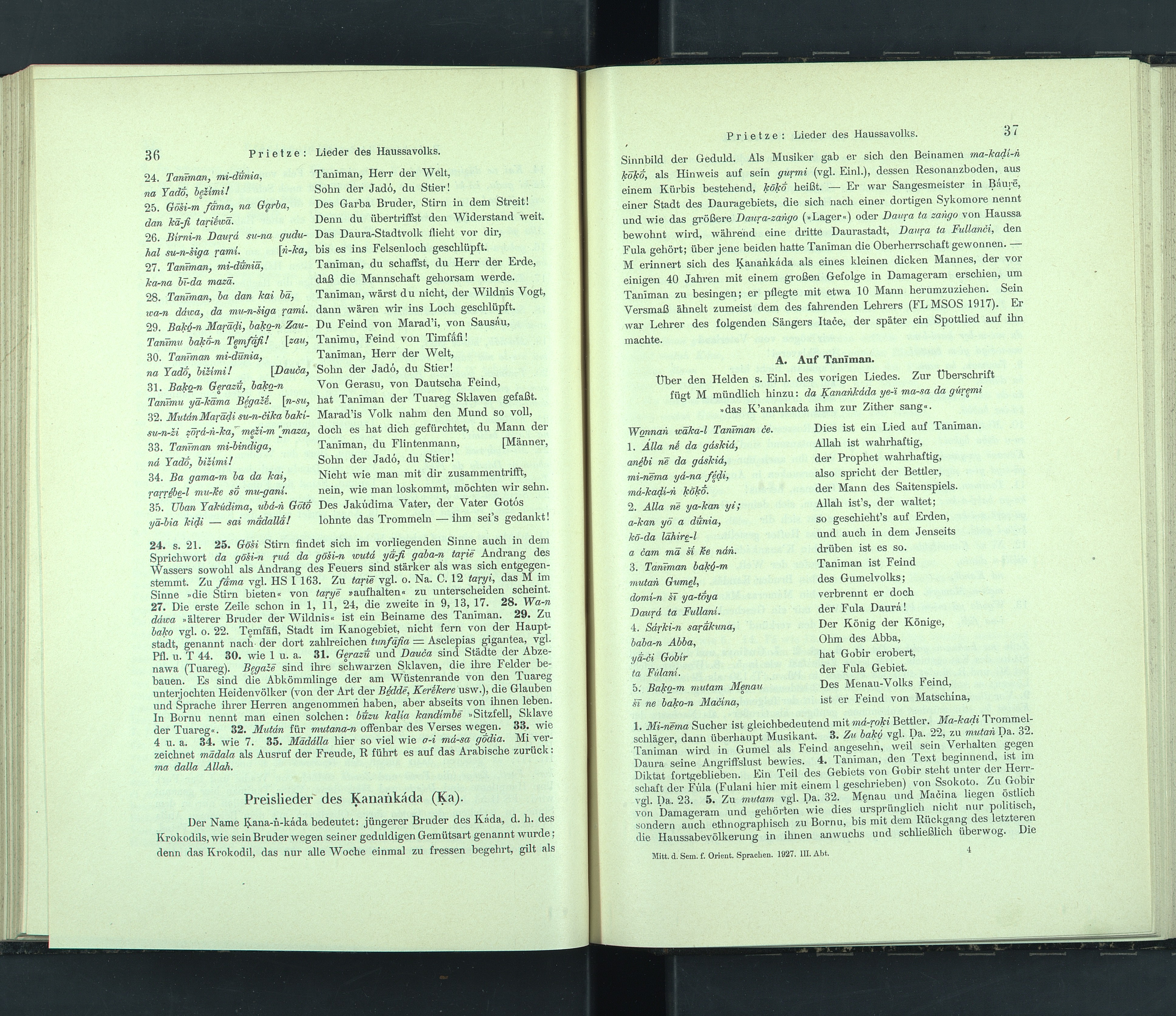
Exemple de transcription et de traduction du haoussa vers l'allemand dans un article de Rudolf Prietze, publié en 1927 dans les Mitteilungen des Seminars für Orientalische Sprachen an der Friedrich-Wilhelms-Universität zu Berlin.

L'objectif de Prietze est de recueillir la plus grande variété de formes orales, en particulier celles susceptibles de contenir "l'esprit du peuple", le fameux Volkgeist théorisé par Herder, il demande à al-Hajj Musa de lui transmettre des chansons, des proverbes, des fables et généralement tout ce qui appartient selon lui à l'oralité ordinaire des mondes kanouri et haoussa. Il transcrit ainsi plusieurs centaines de pièces orales. Certaines sont des proverbes transmis non pas par Musa, mais par sa femme, Hajiyya Musa, d'autres sont des compositions originales de Musa, à l'instar de ses "souvenirs historiques". Le rôle d'al-Hajj Musa auprès de Prietze va bien au-delà d'un simple informateur : il participe activement à l'élaboration de sa méthode de retranscription, en proposant par exemple de distinguer, dans le ajami haoussa, les deux sons "r" de cette langue. Il corrige les matériaux que le philologue avait recueillis auprès d'al-Hajj Ahmadu à Tunis et propose des interprétations linguistiques et de sens, ce qui fait dire à Prietze que celui-ci serait doté d'un véritable « esprit critique, une sensibilité à la correction linguistique et stylistique et un sens extraordinaire des particularités tonales. »
Cette collaboration intellectuelle particulièrement fructueuse, qui se poursuit pendant dix ans, marque un tournant dans la carrière de Prietze, en lui permettant de collecter l'un des corpus linguistiques les plus importants de l'époque pour les langues haoussa et kanouri.

### Retour en Allemagne et postérité tardive

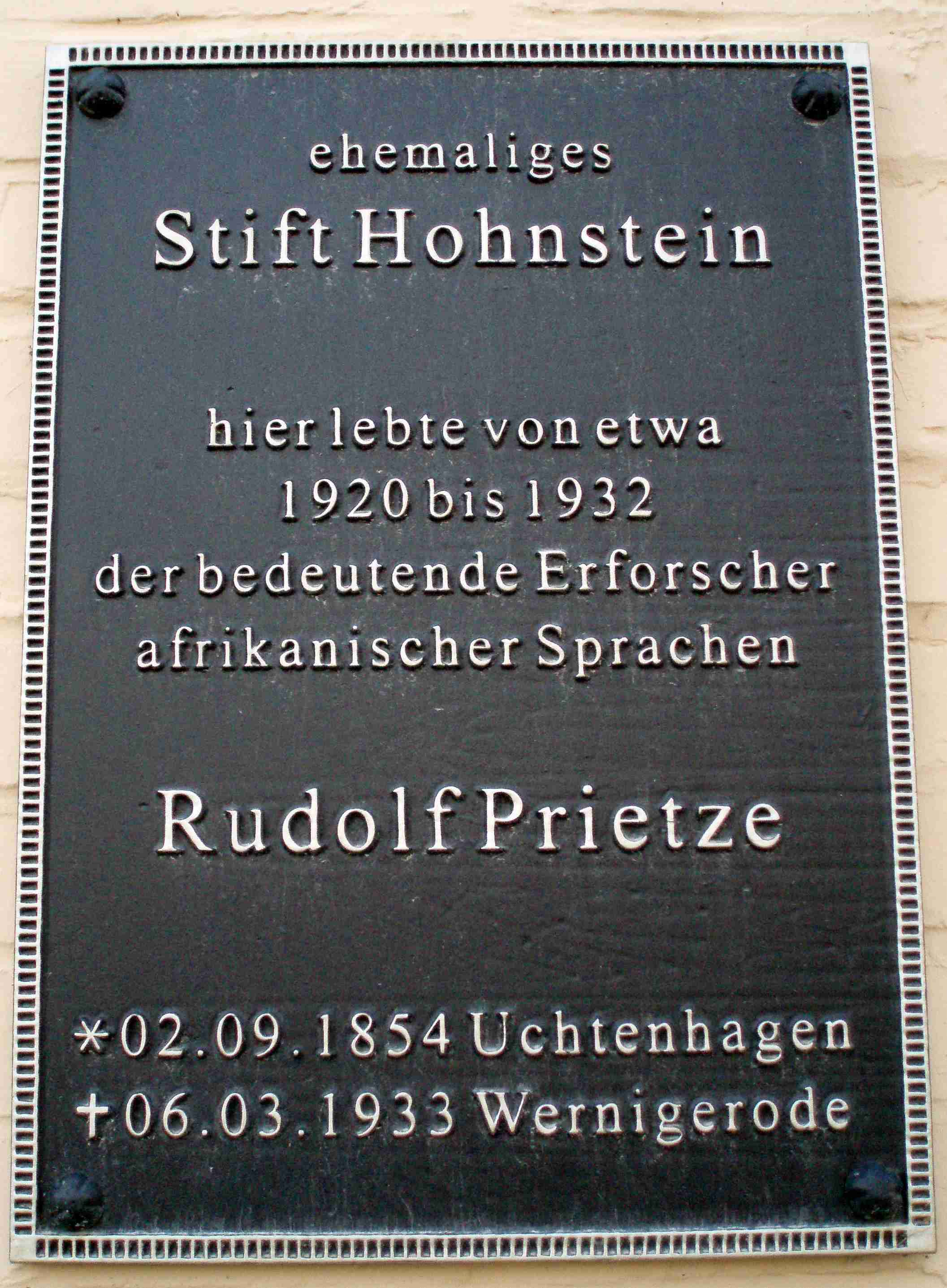
Plaque commémorative de Rudolf Prietze, à Wernigerode

Pendant qu'il séjourne au Caire, Rudolf Prietze cherche à publier ses premiers résultats, probablement pour obtenir de nouveaux financements pour sa recherche. N'étant pas intégré aux milieux universitaires allemands, il rencontre cependant des difficultés à publier. Il est finalement aidé par l'explorateur Paul Staudinger (de), qui publie ses textes dans les Mittheilungen des Seminars für Orientalische Sprachen an der Königlichen Friedrich-Wilhelms-Universität zu Berlin. Il publie également dans les revues Zeitschrift für afrikanische Sprachen et la Zeitschrift für Ethnologie.
Prietze rentre en Allemagne en 1914  et passe finalement son doctorat en 1916. Après son retour, il enseigne à la Deutschen Kolonialschule für Landwirtschaft, Handel und Gewerbe (École coloniale allemande d'agriculture, de commerce et d'artisanat) à Witzenhausen[réf. à confirmer]. Il passe ses dernières années à la maison de retraite Stift Hohnstein dans le quartier Hasserode de Wernigerode, dans le Harz. Il décède le 6 mars 1933 à Wernigerode. Une plaque commémorative est apposée en 2004 à l'ancien couvent de Hohnstein, dans cette même ville.
Longtemps figure oubliée de la linguistique africaniste, peut-être parce qu'il n'a publié quasiment que des articles, le travail pionnier de Rudolf Prietze sur la langue haoussa a été redécouvert dans les années 1990 grâce aux travaux du chercheur nigérian en littérature Umaru B. Ahmed et de l'anthropologue allemande Gisela Brikay-Seidensticker,.

## Les archives de Rudolf Prietze
Les archives privées de Rudolf Prietze sont aujourd’hui conservées en Allemagne.
- à la Staatsbibliothek zu Berlin sont conservés sous la mention Nachlass Rudolf Prietze deux cartons d'archives contenant pour le premier les lettres de Rudolf Prietze à ses parents Marie Prietze et Adolf Prietze entre 1886 et 1906, et dans le second carton des manuscrits, des documents, des photographies, des tirés à part et des épreuves corrigées[23].
- à la Bibliothèque universitaire et d’État de Hambourg (Staats- und Universitätsbibliothek Hamburg (de))  sont conservés sous la mention Nachlass Rudolf Prietze cinq cartons côtés NR Pr K 1-5 qui contiennent notamment les archives linguistiques de Gustav Nachtigal, Gerhard Rolhfs et Heinrich Barth. Elles contiennent aussi des cahiers et notes où Prietze a consigné des règles grammaticales, des listes de mots, des transcriptions phonétiques, ainsi que ses carnets de travail avec certains de ses informateurs et avec ses collaborateurs principaux tels qu’al-Hajj Ahmadu et al-Hajj Musa[24].

## Liste des travaux

### Articles concernant la linguistique
- (de) « Beiträge zur Erforschung von Sprache und Volksgeist in der Togo-Kolonie (Anecho) », Zeitschrift für afrikanische und oceanische Sprachen, vol. 3,‎ 1897, p. 17-64 (lire en ligne)
- (de) « Die spezifischen Verstärkungs-Adverbien im Haussa und Kanuri », Mitteilungen des Seminars für Orientalische Sprachen an der Königlichen Friedrich-Wilhelms-Universität zu Berlin, vol. 11,‎ 1908, p. 307-317 (lire en ligne)
- (de) « Ein Vermächtnis Barths und Nachtigals », Zeitschrift der Gesellschaft für Erdkunde zu Berlin, vol. 5-6,‎ 1918, p. 213-245 (lire en ligne)

### Recueils de textes en langue kanouri en collaboration avec al-Hajj Musa
- (de + kr) « Bornulieder », Mitteilungen des Seminars für Orientalische Sprachen an der Friedrich Wilhelms-Universität zu Berlin, vol. 17,‎ 1914, p. 1-127 (lire en ligne)
- (de + kr) « Bornusprichwörter », Mitteilungen des Seminars für Orientalische Sprachen an der Friedrich Wilhelms-Universität zu Berlin, vol. 18,‎ 1915, p. 1-88 (lire en ligne)
- (de + kr + ha) « Bornu-Texte. Gesammelt und erklärt von Dr. Phil. Rudolf Prietze », Mitteilungen des Seminars für Orientalische Sprachen an der Friedrich Wilhelms-Universität zu Berlin, vol. 33,‎ 1930, p. 82-159

### Recueils de textes en langue haoussa
- (de + ha) « Zwei Haussa-Texte », Zeitschrift für afrikanische und oceanische Sprachen, vol. 3,‎ 1897, p. 140-156 (lire en ligne)
- (de + ha) Haussa-Sprichwörter und Haussa-Lieder, Kirchhain, N.-L.M. Schmersow, 1904
- (de) « Tiermärchen der Haussa gesammelt und hrsg. von Rudolf Prietze », Zeitschrift für Ethnologie, vol. 39, no 6,‎ 1907, p. 916-939 (lire en ligne)
- (de + ha + kr) « Pflanze und Tier im Volksmunde des mittleren Sudan », Zeitschrift für Ethnologie, vol. 43, no 6,‎ 1911, p. 865-914 (lire en ligne)
- (de + ha) « Haussa-Sänger mit Übersetzung und Erklärung », Nachrichten von der Gesellschaft der Wissenschaften zu Göttingen, Philologisch-Historische Klasse, vol. 4,‎ 1916, p. 552-604 (lire en ligne)
- (de + ha) « Dichtung der Haussa », Africa, vol. 4, no 1,‎ 1931, p. 86-95 (lire en ligne)

#### En collaboration avec al-Hajj Musa
- (de + ha) « Lieder fahrender Haussa-Schüler », Mitteilungen des Seminars für Orientalische Sprachen an der Friedrich Wilhelms-Universität zu Berlin, vol. 19,‎ 1916, p. 1-115 (lire en ligne)
- (de + ha) « Gesungene Predigten eines fahrenden Haussalehrers », Mitteilungen des Seminars für Orientalische Sprachen an der Friedrich Wilhelms-Universität zu Berlin, vol. 20,‎ 1917, p. 1-60 (lire en ligne)
- (de + ha) « Landwirtschaftliche Haussa-Lieder », dans Festschrift Eduard Hahn zum 60. Geburtstag, dargebracht von Freunden und Schülern, Stuttgart, Strecker & Schröder, 1917 (lire en ligne), p. 167-189
- (de + ha) « Haussa-Preislieder auf Parias. Gesammelt und erklärt von Rudolf Prietze », Mitteilungen des Seminars für Orientalische Sprachen an der Friedrich Wilhelms-Universität zu Berlin, vol. 21,‎ 1918, p. 1-53 (lire en ligne)
- (de + ha) « Lieder des Haussavolkes », Mitteilungen des Seminars für Orientalische Sprachen an der Friedrich-Wilhelms-Universität zu Berlin, vol. 30,‎ 1927, p. 5-172

#### En collaboration avec al-Hajj Ahmadu
- (de + ha) « Gesprächen geschildert von Hazz Ahmed aus Kano : Wüstenreise des Haussa-Händlers Mohammed Agigi. », Mittheilungen des Seminars für orientalische Sprachen an der Königlichen Friedrich- Wilhelms-Universität zu Berlin, vol. 27,‎ 1924, p. 1-36
- (de + ha) « Der Besuch des deutschen Kaisers 1898 in Jerusalem: Nach dem von einem Augenzeugen, dem Haussa-Pilger Achmed, aufgeschriebenen und erläuterten Bericht », Mitteilungen des Seminars für Orientalische Sprachen an der Königlichen Friedrich-Wilhelms-Universität zu Berlin, vol. 29,‎ 1926, p. 99-134
- (de + ha) « Die Mädchen von Gaia. Ein mittelafrikanisches Sittenbild aus den Mitteilungen Ḥāž Ahmed wiedergegeben von R. Prietze », Mitteilungen des Seminars für Orientalische Sprachen an der Königlichen Friedrich-Wilhelms-Universität zu Berlin, vol. 29,‎ 1926, p. 135-190

### Ouvrages
- (en) Umaru B. Ahmed (dir.), The Hausa World of Rudolf Prietze : Being the Complete Collection of the Scholar in the Hausa and German Originals and the English Versions, Zaria, Ahmadu Bello Univ. Press, 2013. 2 vol.
- Ari Awagana et Camille Lefebvre, L’œuvre en kanouri d’al-Hajj Musa ibn Hissein, un savant du Borno (Niger-Nigéria), Leyde/Boston, Brill, 2025 (ISBN 978-90-04-72402-0, lire en ligne)

### Articles
- (en) Gisela Brikay-Seidensticker, « Prietze's research associates », Borno Museum, vol. 11/12,‎ 1992, p. 27-37
- (en) Umaru B. Ahmed, « Muhammadu Agigi’s Trans-Saharan Saga by Haji Ahmadu Kano: Comments on an Early Hausa Dramatic Text », History in Africa, vol. 18,‎ 1991, p. 23-38